# Ain’t It Fun
Ain’t It Fun (englisch für „Ist das kein Spaß?“) ist ein Lied der US-amerikanischen Punkband Dead Boys aus dem Jahr 1978.

## Entstehung und Veröffentlichung
Das Lied wurde von Dead-Boys-Mitglied Gene O’Connor (Cheetah Chrome) und Peter Laughner geschrieben beziehungsweise komponiert. Für die Produktion zeichnete Felix Pappalardi verantwortlich.
Die Erstveröffentlichung von Ain’t It Fun erfolgte als Teil von We Have Come for Your Children im Juni 1978 bei Sire Records, dem zweiten Studioalbum der Dead Boys.

## Inhalt
In Ain’t It Fun beschreibt der Protagonist Missgeschicke des Lebens wie etwa Beziehungsstreitigkeiten, aber auch die erfahrene Verachtung als gesellschaftlicher Außenseiter durch andere und fragt ironisch, ob diese etwa kein Spaß seien, im Refrain werden sie sogar als „good fun“, richtiger Spaß, betitelt. Der Text spiegelt die Tendenz der Punkkultur wider, sich selbst als wertlos darzustellen und die eigene Außenseiterrolle zu betonen und zu zelebrieren. Der Text enthält als einer der ersten veröffentlichten Songs das Wort „cunt“ in seiner dritten Strophe. Dies wurde aber weder zur Zeit der Veröffentlichung des Originals noch bei der Coverversion von Guns N’ Roses medial nennenswert thematisiert. Der Song blieb dennoch unzensiert und konnte die Top 10 in verschiedenen Ländern erreichen.

## Coverversion von Guns N’ Roses
1993 veröffentlichte die US-amerikanische Rockband Guns N’ Roses eine Coverversion von Ain’t It Fun, in der sie gesanglich von Michael Monroe unterstützt wurde. Ihre Interpretation wurde von Mike Clink sowie allen Guns-N’-Roses-Mitgliedern produziert. Die Erstveröffentlichung erfolgte am 20. November 1993 als Single bei Geffen Records. Diese erschien zeitgleich als 7″-Single mit der B-Seite Down on the Farm sowie als 12″-Single, die um den Titel Attitude erweitert wurde. Drei Tage später erschien das Lied als Teil von The Spaghetti Incident?, dem fünften Studioalbum der Band, dessen erste Singleauskopplung es ist.
| ChartsChartplatzierungen     | Höchstplatzierung | Wochen |
| ---------------------------- | ----------------- | ------ |
| Deutschland (GfK)            | 34 (6 Wo.)        | 6      |
| Schweiz (IFPI)               | 15 (9 Wo.)        | 9      |
| Vereinigtes Königreich (OCC) | 9 (3 Wo.)         | 3      |